# Breite Straße 34 (Quedlinburg)

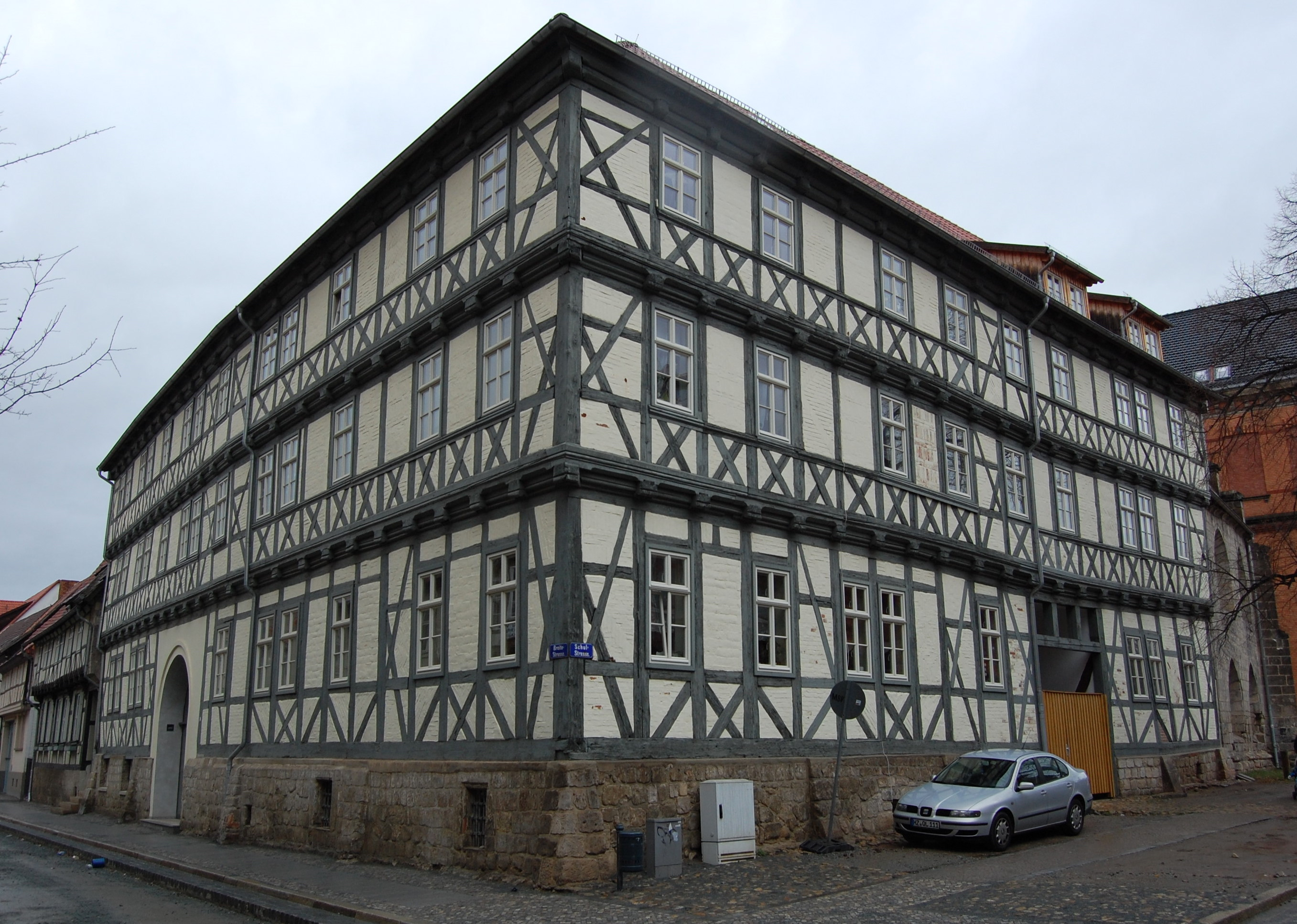
Kaufmannshof Breite Straße 34

Das Haus Breite Straße 34 ist ein denkmalgeschütztes Gebäude in der Stadt Quedlinburg in Sachsen-Anhalt.

## Architektur
Das markante dreistöckige Fachwerkhaus befindet sich an der Ecke Breite Straße zur Schulstraße und gehört zum UNESCO-Weltkulturerbe. Nördlich grenzt das ebenfalls denkmalgeschützte Haus Breite Straße 33, östlich der letzte erhaltene Franziskanerbau an. 
Das Gebäude entstand im Barock als Handelshof um das Jahr 1660 und diente sowohl zu Wohn- als auch zu Speicherzwecken. Die Fachwerkfassade weist unterschiedliche Zierelemente auf. So findet sich die Formen des Halben Manns und Andreaskreuze. Darüber hinaus sind die Stockschwellen mit Schnitzformen verziert.